# Vince Cable
John Vincent Cable MP (York, 9 de mayo de 1943), conocido como Vince Cable, es un político británico, líder de los Liberal Demócratas y miembro del parlamento por Twickenham. Fue Secretario de Estado de Negocios, Innovación y Habilidades desde 2010 hasta 2015.

## Biografía
Cable estudió Economía en Cambridge y Glasgow, luego trabajó como asesor económico del Gobierno de Kenia entre 1966-1968 y del Secretario General de la Mancomunidad en las décadas de 1970 y 1980. De 1968 a 1974 fue profesor de Economía en la Universidad de Glasgow. Sirvió como Economista Jefe de Shell desde 1995-1997. En la década de 1970, Cable participó activamente en el Partido Laborista, convirtiéndose en concejal de Trabajo en Glasgow. En 1982, desertó al recién formado Partido Social Demócrata, que más tarde se amalgamó con el Partido Liberal para formar los Liberal Demócratas, y se presentó sin éxito al parlamento en las elecciones generales de 1970, 1983, 1987 y 1992 antes de ser elegido por Twickenham en 1997.
Cable se convirtió en Portavoz del Tesoro de los Liberal Demócratas en junio de 2003 y fue elegido como Líder Adjunto en marzo de 2006, ejerciendo como líder interino durante dos meses en 2007 tras la renuncia de Menzies Campbell hasta la elección de Nick Clegg el 18 de diciembre. Cable renunció a estos dos cargos en mayo de 2010 después de convertirse en Secretario de Estado para Negocios, Innovación y Habilidades en el gobierno de coalición Cameron-Clegg.
Después de las elecciones de 2017 y la dimisión de Tim Farron, Cable se presentó a las elecciones para el liderazgo de los Liberal Demócratas de 2017 y fue elegido sin oposición.